# تام و جری (فیلم)
تام و جری (انگلیسی: Tom & Jerry) یک فیلم است که در سال ۱۹۹۶ منتشر شد.